# Zijn beste vriend
Zijn beste vriend is een kort sciencefictionverhaal geschreven door Isaac Asimov in 1975. Het is het eerste verhaal in De totale robot.

## Het verhaal
Het verhaal speelt zich af wanneer de kolonisatie van de maan reeds een feit is. Jimmy Anderson is een 10-jarige jongen die op de maan geboren is en een zeer hechte relatie heeft met zijn robothond Roekel. Zijn ouders beslissen om een echte hond te kopen voor Jimmy, maar Jimmy kiest voor de robothond in plaats van de echte hond.
Zijn beste vriend · Sally · Op een dag · Gezichtspunt · Denken · Ware liefde · Robot AL-76 verdwaald · Overwinning onopzettelijk · Vreemdeling in het paradijs · Lichtvers · De racist · Robbie · Als we bij elkaar komen · Spiegelbeeld · Jubileumincident · Eerste wet · dronken robot · Logica · Vingers · Leugenaar · Succes verzekerd · Lenny · Galeislaaf · Robot vermist · Risico · Grappenmaker! · Bewijs · De machines · Vrouwelijke intuïtie · Weest Hem indachtig · Tweehonderd jaar mens